# Şehmus Hazer
Şehmus Hazer (nacido el 15 de febrero de 1999, en Batman) es un jugador de baloncesto turco, que ocupa la posición de base. Actualmente milita en el Anadolu Efes S.K. de la Basketbol Süper Ligi de Turquía.

## Biografía
Es un base de Batman, Turquía, formado en las categorías inferiores del Bandırma Basketbol İhtisas Kulübü, con el que debutó en 2017 y donde permanecería durante tres temporadas.
El 6 de agosto de 2020, Hazer se unió al Beşiktaş con un contrato de 3 años. Tuvo una temporada productiva con el Beşiktaş, ya que promedió 14,9 puntos por partido en la Superliga de baloncesto de Turquía.
En agosto de 2021, Hazer se unió a los Cleveland Cavaliers para la NBA Summer League.
El 12 de septiembre de 2021, Hazer firmó un contrato de 3 años con el Fernerbahçe para disputar la Basketbol Süper Ligi de Turquía y la Euroliga.
El 12 de julio de 2024 fichó por el Bahçeşehir Koleji S.K., también de la liga turca.
El 19 de julio de 2025 firmó contrato por una temporada y otra más opcional con el Anadolu Efes S.K..